# 敏達縣
敏達縣為緬甸欽邦下轄的一个縣，其區域面積為19,735.0平方公里，2014年人口212,497人。該縣下辖2個鎮區、840個村莊。敏達為該縣首府。

## 行政区划
敏達縣下轄2個鎮區：
- 敏達鎮區（Mindat Township）
- 甘貝萊鎮區（Kanpetlet Township）